# Municipio de Laona (Minnesota)
El municipio de Laona (en inglés: Laona Township) es un municipio ubicado en el condado de Roseau en el estado estadounidense de Minnesota. En el año 2010 tenía una población de 543 habitantes y una densidad poblacional de 5,51 personas por km².

## Geografía
El municipio de Laona se encuentra ubicado en las coordenadas 48°51′1″N 95°9′3″O / 48.85028, -95.15083. Según la Oficina del Censo de los Estados Unidos, el municipio tiene una superficie total de 98.6 km², de la cual 98,56 km² corresponden a tierra firme y (0,03 %) 0,03 km² es agua.

## Demografía
Según el censo de 2010, había 543 personas residiendo en el municipio de Laona. La densidad de población era de 5,51 hab./km². De los 543 habitantes, el municipio de Laona estaba compuesto por el 97,61 % blancos, el 0,55 % eran afroamericanos, el 1,47 % eran asiáticos y el 0,37 % eran de una mezcla de razas. Del total de la población el 0,18 % eran hispanos o latinos de cualquier raza.